# Kostas Kariotakis
Kostas Kariotakis, autorretrato
assinatura
Kostas Kariotakis (em grego: Κώστας Καρυωτάκης; Trípoli, 30 de outubro de 1896 — Preveza, 21 de julho de 1928) foi um poeta e prosador grego e uma das figuras mais controversas da história literária grega moderna. Ele moldou toda uma geração e desencadeou o fenômeno do “kariotacismo”, o termo na história literária grega moderna, derivado do nome do poeta, para o fenômeno que ocorreu principalmente entre 1928 e 1938, que numerosos, especialmente jovens, poetas tentaram imitá-lo poeticamente, mas foi rejeitado por muitos críticos. Hoje é um dos poetas gregos modernos mais lidos.

## Biografia
Kariotakis era filho do engenheiro Georgios Kariotakis e sua esposa Ekaterini (nascida Skagianni). Era o filho do meio de três irmãos: sua irmã Nitsa (n. 1895), que era um ano mais velha, casou-se com o advogado Panagiotis Nikoletopoulos, seu irmão Thanos (n. 1899), que era três anos mais novo, era bancário. Devido ao trabalho do pai, a família teve que mudar de residência várias vezes. Viveu em Lêucade, em Patras, em Lárissa, em Calamata em Argostoli, em Atenas (1909–1911) e em Chania, onde permaneceu até 1913. Em 1912 Kariotakis publicou seus primeiros poemas em revistas infantis sendo homenageado pela revista juvenil Pedikos Astir (Παιδικός Αστήρ).
Em 1913 matriculou-se na Faculdade de Direito de Atenas, onde recebeu seu diploma no final de 1917. Em seguida, tentou se firmar como advogado, o que, no entanto, fracassou devido à situação do mercado de trabalho na época. Em vez disso, escolheu um cargo de funcionário público e trabalhou como tal em Salonica, Siro, Arta e Atenas.
Em 1919 publicou sua primeira coleção de poemas, A Dor do Homem e das Coisas (Ο Πόνος του Ανθρώπου και των Πραμάτων), que não lhe trouxe críticas particularmente boas. No mesmo ano publicou a revista satírica I Gamba (Η Γάμπα), banida após seis edições. Sua segunda coleção foi publicada em 1921 sob o título Analgésico (Νηπενθή). Durante este período começou uma amizade com a poetisa Maria Polydouri, que trabalhou com ele na administração da Periferia de Ática. Em dezembro de 1927 publicou sua última coleção de poemas, Elegias e Sátiras (Ελεγεία και Σάτιρες). Além de sua poesia, Kariotakis também escreveu textos em prosa.
Kariotakis trabalhou em vários ministérios, esteve envolvido em sindicatos e em greves oficiais. Em janeiro de 1928, foi eleito secretário-geral do Sindicato do Serviço Civil de Atenas. Devido a uma publicação autorizada e assinada por ele, que criticava o ministro superior a ele, foi transferido profissionalmente para Patras em fevereiro de 1928 e finalmente para Preveza em junho. Kostas Kariotakis sofreu de sífilis nos últimos anos de sua vida.

## Morte

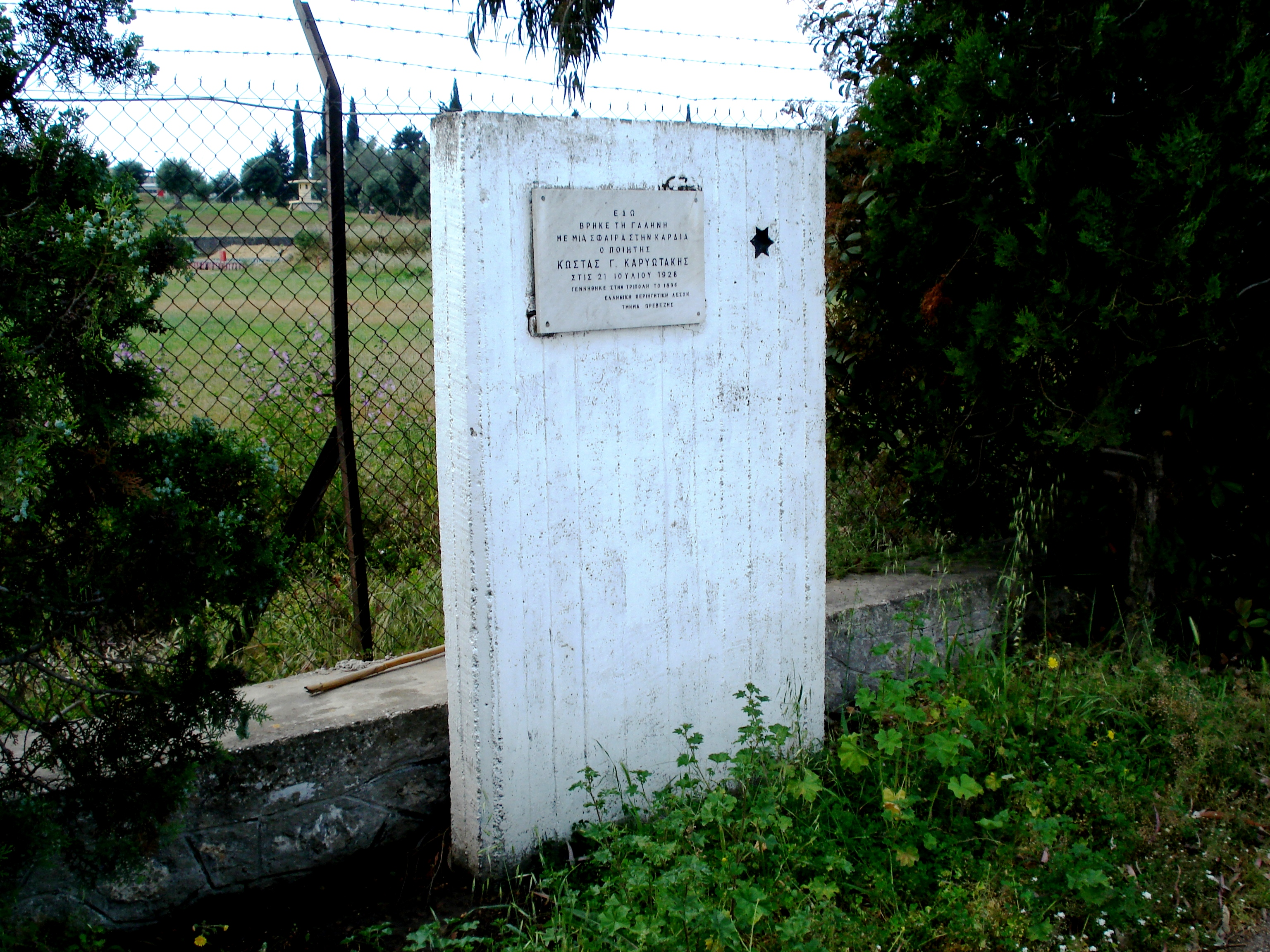
Pedra memorial no local em Preveza onde Kostas Kariotakis cometeu suicídio

A transferência para Preveza, uma pequena cidade no oeste da Grécia, foi difícil para Kariotakis. Suas cartas a parentes desse período revelam seu desespero pela vida provinciana e pela pequena burguesia. Em 20 de julho, ele tentou sem sucesso se afogar. No dia seguinte, visitou um Café em Preveza e se matou algumas horas depois. Ele carregava a seguinte carta de despedida com ele:
“É hora de revelar minha tragédia. Meu maior defeito foi minha curiosidade desenfreada, minha imaginação mórbida e minha tentativa de estar informado sobre todas as emoções, sem, na maioria das vezes, poder senti-las. Mas odeio o ato vulgar atribuído a mim. Busquei apenas sua atmosfera ideal, sua última amargura. Também não sou a pessoa certa para esse trabalho. Todo o meu passado me convence disso. Toda realidade me era repulsiva.
 Tinha a vertigem do perigo. E o perigo que veio eu aceito de bom grado. Eu pago por aqueles que, como eu, não viram nenhum ideal em suas vidas, sempre ficaram atolados em suas hesitações, ou consideraram sua existência um jogo sem substância. Eu os vejo chegando cada vez mais, com os séculos. Estou me dirigindo a eles. Após provar todas as alegrias!! Estou pronto para uma morte desonrosa. Tenho pena dos meus pais infelizes, tenho pena dos meus irmãos. Mas saio com a testa erguida. Eu estava doente.
 Por favor, telegrafe, a fim de predispor minha família, para meu tio Demóstenes Karyotakis, rua Monis Prodromou, rua Aristotélica, Atenas.

[P.S.] E para mudar o tom. Aconselho aqueles que sabem nadar a nunca tentarem o suicídio por mar. Durante toda a noite, por 10 horas, eu estava surfando nas ondas. Bebi muita água, mas por vezes, sem saber como, minha boca subia à superfície. Algum dia, quando tiver oportunidade, escreverei as impressões de um homem afogado.” 
O pano de fundo exato da morte não é claro. Giorgos Savvidis, que estudou intensamente a vida e obra do escritor e também teve acesso a documentos pessoais, apresentou a teoria do vício em drogas de Kariotakis. Segundo Savvidis, muitas passagens de sua obra estão relacionadas a intoxicantes. Entre outras coisas, o título da segunda coletânea de poemas (Analgésicos), a conexão com Baudelaire e sua fuga da realidade, inúmeras passagens individuais em poemas e sobretudo o último texto em prosa de junho de 1928 (Sua Vida / Η ζωή του) poderiam falar para o fato de que a poesia não é a única saída, que Kariotakis tentou tirar de sua situação. Isso também é apoiado pelo fato de que a família de Kariotakis teve as passagens com a “ação vulgar” e a confissão de doença de Kariotakis removidas da nota de suicídio antes da publicação, pois eles podiam saber sobre seu uso de drogas e queriam impedir todo o seu trabalho de ser visto a partir desta perspectiva. A filóloga Lizy Tsirimokou apoia as teses de Savvidis.

## Obras
A obra de Kostas Kariotakis consiste principalmente nas três coleções de poemas que ele mesmo publicou, que geralmente também incluem os últimos poemas inéditos de 1928. Além de seus próprios poemas, ele também incluiu traduções de poesia em língua estrangeira na segunda e terceira coletâneas, que são consideradas parte de sua própria obra literária devido à grande contribuição poética de Kariotakis para a tradução. Ele também escreveu prosa, que publicou ao longo da década de 1920. A edição completa de Savvidis (1965) também contém alguns poemas que Kariotakis não quis publicar.

### Poemas

#### A Dor do Homem e das Coisas
A primeira coleção de poemas de Kariotakis foi A Dor do Homem e das Coisas (Ο Πόνος του Ανθρώπου και των Πραγμάτων) em 1919. Ela contém apenas dez poemas e é notável pela fé remanescente do poeta na palavra poética. A poesia fala do amor como uma possível saída para quem já “saboreou a dor”. Para Kariotakis, a dor é fundamental para sentir o mundo e vem do conhecimento da verdade. Como poeta que assume o encargo de nomear essa dor, ele é dominado por ela e se torna sua vítima; ser poeta torna-se um fardo fatídico.

#### Analgésico
Em sua segunda coletânea de poemas, Analgésico (Νηπενθή), publicada apenas dois anos depois (1921), a poesia de Kariotakis já aparece sob outra luz: seus poemas não são mais, como na primeira coletânea, uma espécie de diálogo com outras pessoas, mas monólogos e experiências de solidão. O título da coleção não designa mais o conteúdo e a origem dos poemas (ou seja, a dor), mas os próprios poemas: eles servem ao poeta para aliviar temporariamente a dor sem realmente poder eliminá-la. A confiança na própria palavra poética desapareceu, e uma sensação de ineficácia da poesia toma conta do poeta. Kariotakis está dividido entre os aspectos ambivalentes da vida poética: por um lado a poesia lhe dá alívio da dor, por outro abre novas feridas e agrava sua condição; revela verdades e as oculta ao mesmo tempo. Em sua coleção Analgésico, Kostas Kariotakis oferece várias saídas: referência nostálgica à própria infância despreocupada, amor ou esperança de fama. Quanto mais Kariotakis ganha controle sobre sua linguagem poética, mais ele a perde sobre si mesmo e sua condição.

#### Elegias e Sátiras
A terceira e última coleção de poemas, Elegias e Sátiras (Ελεγεία και Σάτιρες), em 1927 marcou o ponto alto da obra de Kariotakis. É seu ciclo definitivo e mais representativo e representa um marco na poesia grega moderna. De novo o título da coleção de poemas descreve seu próprio conteúdo; ela contém tanto elegias, que estão na linha da poesia anterior de Kariotakis, quanto sátiras, que representam o último grande capítulo de sua atividade poética. Enquanto ele ainda estava formulando possíveis saídas na coleção Analgésico para lidar com sua dolorosa percepção da realidade, ele agora está finalmente em um beco sem saída e desistiu da luta. Sua poesia — como Kariotakis sente — fracassou, ser poeta tornou-se sem sentido; o último passo que ele pode desesperadamente dar é recorrer à sátira. Ao fazê-lo, aventura-se num campo poético para além da elegia; a realidade que para ele é insuportável não é mais lamentada ou nomeada abertamente — porque isso se mostrou inútil e autodestrutivo; agora ela está sendo caricaturada com nitidez cortante.

#### Mais poemas
Uma continuação do conteúdo da terceira coleção de poemas são os três últimos poemas (1928), escritos em Preveza e não foram publicados.
Kariotakis também escreveu alguns poemas que não quis publicar em vida; isso inclui, por exemplo, o poema Λυκαβηττός (Lykavittos).

### Prosa
O trabalho em prosa de Kariotakis consiste em alguns textos curtos cujo papel na história da prosa grega moderna é contestado. São principalmente histórias sem enredo objetivo, nas quais ele processa suas experiências como funcionário público, entre outras coisas. Nos últimos anos de vida de Kariotakis, os textos, onze dos quais publicados entre 1919 e 1928, representam cada vez mais uma tentativa de encontrar uma alternativa à poesia e, assim, talvez a tão almejada saída para sua trágica situação de vida. Segundo o biógrafo de Kariotakis e primeiro editor de suas obras completas (1938), Charilaos Sakellariadis, Kariotakis decidiu em 1928 dedicar-se apenas à prosa e deixar a poesia. O editor da segunda edição completa (1965), Giorgos Savvidis, reconhece na peça em prosa O Último (Η τελευταία, c. 1922) um dos primeiros grandes monólogos internos da Europa. Uma única tradução em prosa de Kariotakis é conhecida: a de Kartenspielers de Hoffman.

### Aspectos poéticos
A poesia de Kariotakis é heterogênea e ambivalente: oscila entre o lirismo suave e a retórica romântica, entre a introspecção elegíaca e a pungência satírica. O contraste entre a objetividade empírica e uma experiência subjetiva das coisas é articulado abertamente. O topo lírico é sempre a busca do ideal que deve fracassar; o ansiado alívio da dor da realidade, seguido apenas por uma nova dor.
Imagens poéticas são raramente encontradas nos poemas de Kariotakis. Em vez disso, prevalece a “sensação vertiginosa do vazio”, os objetos geralmente aparecem apenas acusticamente, não material e tridimensionalmente, e os motivos determinantes são os de ir embora, de sombras, de escuridão.

### Aspectos formais
Kariotakis usa principalmente o iambo em seus poemas, mas todos os outros medidores também ocorrem. As estrofes e os versos são de comprimentos completamente diferentes, e Kariotakis também se caracteriza pela diversidade linguística: ele nunca escreve em versos livres, mas, ao mesmo tempo, se liberta de padrões e convenções tradicionais e ousa expressar sua poesia na forma de muitos enjambements, erros de pronúncia e hiatos para dar uma forma incomum. Qualquer forma de canto artificial ou exagero romântico lhe é estranho; sua linguagem é clara, sóbria, trai o sentimento honesto de uma pessoa profundamente pessimista e não contém nem o elemento épico de Kostís Palamás, nem o elemento racionalmente pensado de Giórgos Seféris. Ele escreve em grego demótico, mas também permite palavras de linguagem de alto nível, portanto, assume um ponto de vista individual na paisagem lírica da Grécia da época. Certas rimas ocorrem várias vezes e são significativas: γράφω (grafo — escrevo) — τάφο (tafo — sepultura). No poema Voltas/Estrofes (Στροφές) Kariotakis usa o plural de “caos” (“στα χάη του κόσμου” — no caos do mundo), que, na verdade, não existe no grego moderno.

### Influências na obra de Kariotakis
Tem sido apontado repetidamente que Kariotakis foi fortemente influenciado pelo simbolismo francês de Charles Baudelaire, mas também de Paul Verlaine, Stéphane Mallarmé ou Arthur Rimbaud. Baudelaire não está apenas representado na obra de Kariotakis na forma de dois poemas traduzidos, o título da segunda coletânea de poemas Analgésico (Νηπενθή) também vem originalmente de Baudelaire, que em sua obra Les paradis artificiels (1860) descreveu o ópio como “pharmakon népenthès”, ou seja, como analgésico. Kariotakis está claramente na linha do realismo burguês de Konstantínos Kaváfis e se assemelha a este como uma figura trágica do poeta. Os estudos literários também nomearam muitos outros paralelos e modelos de Kostas Kariotakis, consciente ou inconscientemente, como Miltiadis Malakassis e Andreas Kalvos, a quem Kariotakis se dirige diretamente em um poema.

## Aceitação

### Kariotacismo
Kostas Kariotakis inspirou muitos jovens com seus poemas, que expressavam muitas vezes a profunda desesperança e o sofrimento de uma pessoa sensível em uma situação social intolerável. Por volta de 1930, um movimento de imitação e mitificação de Kariotakis surgiu entre os jovens poetas, que ficou na história da literatura grega moderna como “Kariotacismo” (καρυωτακισμός) e foi unanimemente rejeitado pela crítica literária e até mesmo tachado de perigoso, já que Kariotakis lançou um feitiço sobre jovens e estragou o sentimento pela linguagem e pela arte. É certo que o seu suicídio contribuiu decisivamente para que rapidamente se instalasse em torno dele uma aura do mítico e do heroico, pois com o seu feito conseguiu o que muitos ansiavam: a unidade completa da vida e do trabalho, onde o suicídio era a lógica entende-se a consequência e a continuação inevitável da poesia vivida. De fato, os imitadores de Kariotakis eram em sua maioria imitações poeticamente insignificantes do Kariotakis, estilo depressivo, que logo caiu no esquecimento e, ao contrário do próprio Kariotakis, não desempenha mais nenhum papel significativo. Mesmo décadas após a morte de Kariotakis, inúmeros poemas de diferentes autores faziam referências diretas a Kariotakis e sua vida — prova das marcas profundas que ele deixou.

### Crítico e escritor
A poesia de Kostas Karyotakis foi recebida com opiniões contraditórias desde o início. Enquanto encontrou admiradores em Kostas Varnalis, Kleon Paraschos e Tellos Agras, foi recebido com duras críticas, especialmente da revista militante, patriótica e anticomunista Ellinika Grammata (Ελληνικά Γράμματα). Acima de tudo, Vassilis Rotas em um artigo em 1928, que Karyotakis ainda viveu para ver, e Andreas Karandonis em 1935 criticaram Karyotakis — após uma avaliação inicialmente benevolente — não apenas por sua poesia poeticamente sem valor, mas também por seu compromisso ambíguo com o vernáculo não adulterado, por causa de sua melancolia e da crítica social implacável que Karyotakis havia articulado em suas sátiras. Karyotakis respondeu às críticas de Rotas e em 1928 se engajou em um vai e vem de cartas de protesto por um lado e declarações odiosas, publicadas pelos editores de Ellinika Grammata por outro, mas não viveu para ver a fase mais quente da polêmica sobre sua pessoa e seu trabalho. Os críticos Konstantinos Th. Dimaras e G. Theotokas rejeitaram completamente Kariotakis, em contraste com Rotas e Karandonis não encontraram uma única palavra positiva e até lhe negaram o título de poeta; no entanto, mesmo eles não podiam negar que Kariotakis havia se tornado o símbolo e representante de toda uma época. Na década de 1930 em particular, quando o surrealismo foi introduzido na Grécia com Andreas Embirikos e o espírito do realismo socialista explodiu na União Soviética, uma mudança geral de humor pôde ser observada; ansiava-se por autores que espalhassem otimismo e produzissem poesias de força e do alto ou visionário. A atenção dos críticos, portanto, logo se voltou de Kariotakis, cuja poesia pessimista era considerada o “fim” de um ramo da literatura grega moderna, para novos poetas como Giórgos Seféris, Odysséas Elýtis, Níkos Engonópoulos e outros. Até a década de 1950, a poesia de Kariotakis era ocasionalmente descrita como perigosa.

### Classificação na história literária grega moderna
O papel de Kostas Kariotakis na história literária grega moderna permaneceu obscuro por muito tempo. Somente nas últimas décadas a pesquisa conseguiu se libertar das muitas críticas unilaterais desencadeadas principalmente pelo Kariotacismo e ter uma visão mais clara da obra do poeta. Como um destacado representante de uma cultura pequeno-burguesa do período entre guerras, uma geração que estava sob as terríveis impressões da Primeira Guerra Mundial, a catástrofe da Ásia Menor, desemprego e instabilidade política, Kostas Kariotakis põe um marco na história literária da Grécia moderna e, ao mesmo tempo, um caso individual, já que ele não pode ser classificado em um círculo maior de poetas semelhantes. Ele desenvolveu ainda mais o realismo urbano de Kavafis no realismo neo-burguês, que não extrai seu material de todas as épocas, mas se concentra exclusivamente no presente. Embora a poesia de Kariotakis tenha sido repetidamente chamada de “o fim” e um beco sem saída, ela influenciou grandes nomes da literatura como Jannis Ritsos, Giorgos Seferis e Odysseas Elytis em suas carreiras. Hoje, Kostas Kariotakis é indiscutivelmente uma das personalidades mais importantes da história literária grega moderna, e seus poemas ainda estão entre os mais lidos.

### Informações
- Em 1982 Savina Yannatou publicou vários poemas de Karyotakis em versões cantadas.
- Em 1983, Míkis Theodorákis escreveu uma série de canções baseadas nos três volumes de poesia de Kariotakis e dedicou sua primeira ópera As Metamorfoses de Dionísio (Kostas Kariotakis) a ele em 1985.

### Coleções de poemas editados pelo próprio Kariotakis
- A Dor do Homem e das Coisas (Ο Πόνος του Ανθρώπου και των Πραμάτων, 1919)
- Analgésico (Νηπενθή, 1921)
- Elegias e Sátiras (Ελεγεία και Σάτιρες, 1927)

### Edições completas póstumas
- Άπαντα, 1938 ed. por Ch. Sakellariadis (Χ. Σακελλαριάδης)
- Ευρισκόμενα, 1966 ed. por G. Savvidis (Γ. Σαββίδης)

### Leituras adicionais
- Agras, Tellos: Kariotakis und die Satiren, in: Mitsou, Marie-Elisabeth; Oikonomou, Maria (ed.): Reflexionen. Essays neugriechischer Autoren, Munique 2005
- Angelastos, Dimitris (Αγγελάτος, Δημήτρης): Διάλογος και ετερότητα. Η ποιητική διαμόρφωση του Κ.Γ. Καρυωτάκη, Atenas 1994
- Dounia, Christina (Ντουνιά, Χριστίνα): Κ.Γ. Καρυωτάκης, Atenas 2000
- Filokyprou, Elli (Φιλοκύπρου, Έλλη): Παλαμάς, Καρυωτάκης, Σεφέρης, Ελύτης. Η διαρκής ανεπάρκεια της ποίησης, Atenas 2006
- Leondaris, Vyron (Λεοντάρης, Βύρων): Θέσεις για τον Καρυωτάκη, in: Σημειώσεις 1 (1973), pp. 71–77
- Papazoglou, Christos (Παπάζογλου, Χρήστος): Παρατονισμένη μουσική. Μελέτη για τον Καρυωτάκη. Atenas 1988
- Savvidis, G.P. (Σαββίδης, Γ.Π.): Στα χνάρια του Καρυωτάκη, Atenas 1989
- Stergiopoulos, Kostas (Στεργιόπουλος, Κώστας): Οι επιδράσεις στο έργο του Καρυωτάκη, Atenas 1972
- Tokatlidou, Vasiliki (Τοκατλίδου, Βασιλική): Οι μεταφράσεις του Καρυωτάκη. Ένταξή τους στο ποιητικό πρωτότυπο έργο των συλλογών του, Thessaloniki 1978
- Vavouris, Stavros (Βαβούρης, Σταύρος): Ο Καρυωτάκης ποιητής μείζων, in: Γράμματα και Τέχνες 41 (1985), pp. 22–24
- Vogiatzoglou, Athina (Βογιατζόγλου, Αθηνά): Οι ποιητικοί κήποι του Κ. Γ. Καρυωτάκη, in: Η λέξη 79–80 (1988), pp. 882–87
- Voulgaris, Kostas (Βούλγαρης, Κώστας): Κ. Καρυωτάκης. Φύλλα Πορείας, Atenas 1998
- [o. A.]: Συμπόσιο για τον Καρυωτάκη, bearb. v. Μέμη Μελισσαράτου, Preveza 1990
- [o. A.]: Καρυωτάκης και Καρυωτακισμός. Επιστημονικό Συνέδριο 31 Ιανουαρίου και 1 Φεβρουαρίου 1997, Εταιρία Σπουδών Νεοελληνικού Πολιτισμού και Γενικής Παιδείας, Atenas 1998